# Jacinta i Francisco Marto
Francisco Marto (11 de juny de 1908 - 4 d'abril de 1919), la seva germana Jacinta Marto (5 de març de 1910- 20 de febrer de 1920), també coneguts com a sants Francesc Marto i Jacinta Marto, juntament amb la seva cosina Lúcia de Jesus dos Santos (1907-2005) foren els tres vidents de Fàtima (Portugal) que el 1917 van veure tres aparicions d'un àngel i diverses de la Mare de Déu. Actualment l'indret és un dels centres de pelegrinatge cristià més rellevants del món.

## Biografia
Fills d'Olímpia i Manuel Marto, família humil de pastors, ell era un nen tranquil a qui agradava la música, tal com recordava la seva cosina a les seves memòries. El 13 de maig de 1917, mentre pasturaven les ovelles a Cova da Iria (prop de Fàtima, Ourém) amb la seva cosina Lúcia de Jesus dos Santos, se'ls aparegué la Mare de Déu i els revelà tres secrets, coneguts com a Misteris de Fàtima. L'aparició es repetí els dies 13 de cada mes durant juny, juliol i setembre, i el 19 d'agost; el dia 13 d'octubre hi tingué lloc el Miracle del Sol, presenciat per 70.000 persones.
En el transcurs de les aparicions, el comportament de Francisco canvià, i es lliurà a la pregària, que preferia fer en solitud, "per consolar Jesús pels pecats del món". A més, com la seva germana, va començar a fer penitències i dejunis d'amagat, la qual cosa podria haver afeblit la seva salut. Les revelacions marianes deien que Francisco i Jacinta moririen aviat, mentre que Lucia romandria viva com a testimoni durant molt de temps: efectivament, els germans moriren poc després a conseqüència d'una epidèmia de grip, i Lucia morí en 2005, als 97 anys. Francisco emmalaltí el desembre de 1918 i morí el 4 d'abril següent a casa seva.
El 13 de maig de 2000 foren beatificats per Joan Pau II. El 23 de març de 2007, el papa Francesc signà un decret que reconeixia un segon miracle, fet que dona pas a la canonització dels dos beats i al seu culte com a sants.
El 13 de maig de 2017, en la commemoració del primer centenari de la primera aparició de la Mare de Déu, foren canonitzats a Fàtima pel Papa Francesc.